# Pascal Bruckner
Ne doit pas être confondu avec Pascal Brunner.
Pour les articles homonymes, voir Bruckner.
Pascal Bruckner, né le 15 décembre 1948 dans le 15e arrondissement de Paris, est un philosophe, romancier et essayiste français.

## Biographie

### Famille
Issu d'une famille chrétienne,, Pascal Bruckner passe son enfance entre l'Autriche, la Suisse et la France. Son père est protestant (non pratiquant), sa mère catholique (pratiquante) et lui-même a été baptisé catholique, comme il l'explique dans son livre autobiographique Un bon fils, publié en 2014.
Son père, René Bruckner, né en 1920 et décédé en 2012, ingénieur de l'École des mines de Paris, antisémite convaincu, était très favorable aux thèses nazies et haïssait les Juifs. Il devança le STO et œuvra pour les usines Siemens, à Berlin, puis à Vienne, entre 1942 et 1945.
Sa mère, Monique Bruckner née Fourteau en 1921, ancienne professeure au collège Notre-Dame-de-Sion à Petrópolis (Brésil), est morte le 11 février 1999.
Dans Un bon fils, il évoque l'extrême violence physique exercée par son père à l'encontre de sa mère et de lui-même.
Pascal Bruckner est l'ex-mari de la comédienne Violaine Astrid Monique Barret, avec qui il a un fils, Éric Bruckner. Il a ensuite été durant quelques années le compagnon de la psychologue Caroline Thompson, fille de Danièle Thompson et petite-fille du réalisateur Gérard Oury, avec qui il a une fille, Anna Bruckner.
Il déclare avoir souvent été erronément considéré comme de confession juive et comme un « intellectuel juif ». Il qualifie d'« ironie de l'histoire assez cocasse » le fait d'être considéré comme juif en raison de son nom et de sa sympathie exprimée à l'égard de l'État d'Israël, alors qu'il a un nom d'origine germanique porté aussi bien par des protestants, mais aucune ascendance liée à la judéité, et que René Bruckner, son père, était extrêmement antisémite et favorable au nazisme.

### Études
Pascal Bruckner vit jusqu'à l'âge de 4 ans dans un sanatorium en Autriche. Il fait ses études primaires et secondaires chez les jésuites à Lyon, puis à Paris, au lycée Henri-IV, ses classes d'hypokhâgne et khâgne de 1968 à 1970 — où il se lie d'amitié avec Alain Finkielkraut, avec lequel il écrira ensuite deux livres —. Il poursuit à l'université Paris-I et à l'université Paris-VII, et enfin à l’École pratique des hautes études.
Sa thèse de 3e cycle, consacrée à l'émancipation sexuelle dans la pensée du socialiste utopiste Charles Fourier (« Le corps de chacun est accessible à tous »), a été dirigée par Roland Barthes (et soutenue en 1975 à l'université Paris-VII),.

### Carrière
Depuis 1986, il enseigne dans des universités américaines, notamment celle de New York. À compter de 1990, il est maître de conférences à l’Institut d'études politiques de Paris mais ne fait pas partie du corps enseignant permanent[pas clair].
Outre ses activités d'écrivain, Pascal Bruckner est éditeur chez Grasset jusqu'en 2020, après quoi il entre au jury du prix Goncourt. Il collabore dans les années 1990 et 2000 au Nouvel Observateur et au Monde, depuis les années 2010 au Point et au Figaro.
Il intervient le mercredi dans la matinale de Radio Classique.

### Années 1970
Son premier livre, Le Nouveau Désordre amoureux est un essai paru en juillet 1977, coécrit avec Alain Finkielkraut, son ami depuis l’âge de dix ans, rencontré en classe d'hypokhâgne du Lycée Henri-IV (Paris), avec qui il a partagé un séjour linguistique au Trinity College de Dublin en 1967.
Le livre se montre, dans l'un de ses chapitres, « plus que complaisant » envers l’apologie de la pédocriminalité professée trois ans auparavant par l'écrivain Tony Duvert, selon l'historienne Malka Malkovich, interrogée par Atlantico, qui dénonce cette apologie dans un livre.
Le philosophe Michel Onfray observe que Bruckner et Finkielkraut inviteraient à ce que leurs lecteurs s'inspirent des livres de l'auteur pédophile Tony Duvert, ceux-ci regrettant selon lui qu'il « provoque le scandale », alors qu'il devrait « susciter des vocations, dessiller les yeux ».
Le livre, publié par Bruckner et Finkielkraut, en 1977 fait partie des ouvrages des « nouveaux philosophes », qui « reconnaissaient toute la pertinence des livres de Tony Duvert et de son apologie de la sexualité avec les enfants », observe aussi Julie Rambal, dans Le Temps, quotidien généraliste de Lausanne, en citant la même partie du livre.
De son côté, Bruckner expliquera avoir été en Mai 68 et dans les années qui suivent proche des mouvements gauchistes, plutôt libertaires, dans son livre Un bon fils. Plus tard, après s'être éloigné du gauchisme, il sera associé, à la marge, aux « nouveaux philosophes »[réf. nécessaire]. Il avait alors flirté avec le maoïsme — ce que Bruckner nie catégoriquement dans son livre autobiographique —, selon un article de 2014 du journaliste Jérôme Garcin, dans une formule journalistique en accroche. Dès 1986, l'ex-militant d'extrême-gauche et de la cause homosexuelle Guy Hocquenghem s'adressait à lui dans sa Lettre ouverte à ceux qui sont passés du col Mao au Rotary.

### Années 1980 et 1990
De 1983 à 1988, il est membre du conseil d'administration d'Action contre la faim.
De 1992 à 1999, il milite contre les différentes offensives serbes en ex-Yougoslavie, en Croatie d'abord, puis en Bosnie et au Kosovo. Il figure aux élections européennes de 1994 sur la liste L'Europe commence à Sarajevo. En 1999, il défend l'intervention militaire de l'OTAN contre les forces serbes.

### Années 2000
Lors du second tour de l'élection présidentielle de 2007, il soutient Nicolas Sarkozy puis dira plus tard en avoir été déçu. Il se réclame du camp progressiste, « malgré l'épaisse bêtise et la bonne conscience qui y règnent ».
Dès mars 2003, il avait appuyé la guerre d'Irak lancée par le gouvernement de George W. Bush dans un article paru dans Le Monde, cosigné par Romain Goupil et André Glucksmann,, qui participeront, trois ans plus tard, à la création de la revue d'orientation néo-conservatrice Le Meilleur des mondes. En mai 2004, il critique dans Le Figaro l'impréparation de l'armée américaine ainsi que l'usage de la torture à la prison d'Abou Ghraib. Il a parallèlement signé en 2003 un appel de soutien à l'Initiative de Genève, plan de paix prévoyant la création d'un État palestinien aux côtés d'Israël.

### Années 2010
En 2018, il présente sa candidature à l'Académie française. Il affronte Benoît Duteurtre, mais aucun candidat n'est élu.

#### Prises de position

##### Sexualité et société
En novembre 2013, il signe le « Manifeste des 343 salauds », publié par la revue Causeur, qui défend les hommes faisant appel aux services de prostituées.
Invité de l'émission « C Politique » de France 5 le 22 octobre 2017, Pascal Bruckner associe les LGBT aux pédophiles, ce qu'il qualifie plus tard de « mauvaise plaisanterie » après le tollé causé par ces propos, qu'il finit par retirer. Au cours de la même émission, il qualifie l'écriture inclusive de « mélange de crétinisme et de totalitarisme ».

##### Réchauffement climatique et attaques personnelles de Greta Thunberg
Pascal Bruckner est considéré comme un « climato-relativiste », au même titre que Luc Ferry ou encore Sylvie Brunel, par le site Reporterre, consacré principalement aux grandes questions environnementales, sociétales et sociales, dans une enquête datée de 2019.
Dans son ouvrage de 2011, Le Fanatisme de l'apocalypse, Bruckner prend acte du réchauffement climatique, pour juger la réponse catastrophiste inadaptée et dangereuse. Dans une tribune au Figaro du 10 avril 2019, il présente la jeune activiste écologiste suédoise Greta Thunberg comme la représentante d'une « dangereuse propagande de l'infantilisme climatique ». Cette tribune est qualifiée de « vilénie » par Claude Askolovitch, qui lui reproche de s'attaquer à l'âge, au sexe, au physique ainsi qu'à la forme d'autisme de Greta Thunberg.

##### Retraite à 70 ans
Il suggère de fixer l’âge de la retraite à 70 ans : « En Belgique, la retraite sera fixée à 67,5 ans en 2020. C’est déjà le cas en Allemagne. La réforme Macron devrait donc aller plus loin encore. Si la France veut se distinguer en Europe, il faut fixer l’âge de la retraite à 70 ans. »

### Années 2020
Le 11 février 2020, il est élu à l'Académie Goncourt.

#### Prises de position

##### Écologie
En février 2022 sur la chaîne CNews, peu avant l'élection présidentielle de 2022, il déplore que la cause écologiste ait "été accaparée par l’ultra-gauche qui y a vu une manière supplémentaire de condamner le capitalisme", en soulignant que ce n'est pas "forcément un sujet de gauche" parce que "le premier grand écologiste, ç'a été un certain Adolf Hitler, qui a fait en 1936 une loi de protection de la forêt".

##### Accusations de complicité de terrorisme à l'encontre des Indigènes de la République et de Rokhaya Diallo
En 2015, les associations les Indivisibles et les Indigènes de la République portent plainte contre lui pour diffamation à la suite des propos qu'il a tenus au cours de l'émission 28 Minutes sur Arte ; il y avait accusé les associations d'avoir « justifié idéologiquement la mort des journalistes de Charlie Hebdo » et déclaré qu'il fallait « faire le dossier des collabos, des assassins de Charlie ». L'audience a lieu le 1er décembre 2016, la défense étant assurée par Richard Malka ; lors du verdict, rendu le 17 janvier 2017, les deux associations sont déboutées par la justice.
En présentant le procès comme un « djihad judiciaire », il y déclare ne « rien » regretter, mais « nuance discrètement ses propos », pour ne plus dire qu'elle a « armé » les frères Kouachi mais a une « responsabilité indirecte », puis « finit par reconnaître » que cette tribune n’était finalement « pas un appel au meurtre »[réf. nécessaire].
Le 22 octobre 2020 sur le plateau d'une chaîne de la TNT, Pascal Bruckner accuse Rokhaya Diallo d'avoir « entraîné la mort des douze de Charlie Hebdo » et d'avoir ainsi « armé le bras des terroristes » en 2015 en signant quatre ans plus tôt, en 2011 un appel de personnalités « pour la défense de la liberté d’expression, contre le soutien à Charlie Hebdo »,. Rokhaya Diallo lui intente un procès pour diffamation,, comme le lui conseillent Cyril Hanouna et d'autres chroniqueurs. Au terme du procès, en juin 2024, le tribunal relaxe Pascal Bruckner, jugeant que l'écrivain n'avait pas franchi les limites de la liberté d'expression dans un débat « d'intérêt public ».

## Critique de la notion d'islamophobie et procès
En décembre 2014, il accuse François Hollande d'être "parti à la reconquête de l'électorat musulman", jugeant que l'appel de Bernard Cazeneuve à lutter contre l'islamophobie est "une supercherie sémantique".
Pascal Bruckner critique à plusieurs reprises le concept d'islamophobie, dont il affirme que : 

« calqué sur celui de xénophobie, [il] a pour but de faire de l’islam un objet intouchable sous peine d’être accusé de racisme. Cette création, digne des propagandes totalitaires, entretient une confusion délibérée entre une religion, système de piété spécifique, et les fidèles de toutes origines qui y adhèrent,. »

Il accuse aussi le mot d'avoir été « forgé par les intégristes iraniens à la fin des années 1970 pour contrer les féministes américaines », affirmation qualifiée de mensongère par les sociologues Marwan Mohammed et Abdellali Hajjat,, et invalidée par l'Agence France-Presse.

## Publications

### Essais
- Fourier, Paris, Le Seuil, 1975, présentation de l'œuvre de Charles Fourier.  (ISBN 2-02-004233-9)
- Le Nouveau Désordre amoureux (en collaboration avec Alain Finkielkraut), Paris, Le Seuil, 1977  (ISBN 978-2-02-004582-7)
- Au coin de la rue, l’aventure (en collaboration avec Alain Finkielkraut), Paris, Le Seuil, 1979  (ISBN 2-02-005166-4)
- Le Sanglot de l'homme blanc : Tiers-Monde, culpabilité, haine de soi, Paris, Le Seuil, 1983  (ISBN 2-02-006491-X)
- La Mélancolie démocratique, Paris, Le Seuil, 1990  (ISBN 2-02-010954-9)
- La Tentation de l'innocence, Paris, Grasset, 1995  (ISBN 2-86432-110-6) Prix Médicis essai.
- Le Vertige de Babel. Cosmopolitisme ou mondialisme, Arlea poche, 1999  (ISBN 2-86959-205-1)
- L'Euphorie perpétuelle : essais sur le devoir de bonheur, Paris, Grasset, 2000  (ISBN 2-246-58221-0)
- Misère de la prospérité : La religion marchande et ses ennemis, Paris, Grasset, 2002  (ISBN 2-246-53411-9)
- La Tyrannie de la pénitence : Essai sur le masochisme Occidental, Paris, Grasset, 2006  (ISBN 978-2-246-64161-2)Prix Montaigne.
- Le Paradoxe amoureux, Paris, Grasset, 2009  (ISBN 978-2-246-73631-8)
- Le Mariage d’amour a-t-il échoué ?, Paris, Grasset, 2010  (ISBN 978-2-246-77661-1)
- Le Fanatisme de l’apocalypse. Sauver la Terre, punir l’Homme[51],[52], Paris, Grasset, 2011  (ISBN 978-2-2467-3641-7)
- La Sagesse de l'argent, Paris, Grasset, 2016  (ISBN 978-2-246-85755-6)
- Un racisme imaginaire : la querelle de l’islamophobie, Paris, Grasset, 2017  (ISBN 978-2-246-85757-0)
- Une brève éternité : philosophie de la longévité, Paris, Grasset, 2019  (ISBN 978-2-246-82185-4)
- Un coupable presque parfait : la construction du bouc émissaire blanc, Paris, Grasset, 2020  (ISBN 978-2-246-82643-9)
- Dans l'amitié d'une montagne : petit traité d'élévation, Paris, Grasset, 2022  (ISBN 978-2-246-83066-5)
- Le sacre des pantoufles : Du renoncement au monde, Grasset, 2022  (ISBN 9782246832324)
- Je souffre donc je suis. Portrait de la victime en héros, Grasset, 2024  (ISBN 2246838002)

### Romans et récits
- Monsieur Tac, Paris, Le Sagittaire, 1976.  (ISBN 2-7275-0020-3)
- Allez jouer ailleurs, Paris, Le Sagittaire, 1976.  (ISBN 2-7275-0041-6)
- Nostalgie express, Éditions des Autres, 1978.  (ISBN 978-2-730-50006-7)
- Lunes de fiel, Paris, Le Seuil, 1981.  (ISBN 2-02-005856-1) Adapté au cinéma par Roman Polanski.
- Parias, Paris, Le Seuil, 1985.  (ISBN 2-02-008732-4)
- Qui de nous deux inventa l'autre ?, Paris, Gallimard, 1988.  (ISBN 2-07-071391-1)
- Le Divin Enfant, Paris, Le Seuil, 1992.  (ISBN 2-02-013215-X)
- Les Voleurs de beauté, Paris, Grasset, 1997.  (ISBN 978-2-344-01661-9) Prix Renaudot.
- Les Ogres anonymes, Paris, Grasset, 1998.  (ISBN 2-246-53421-6)
- L'Amour du prochain, Paris, Grasset, 2005.  (ISBN 2-246-64151-9)
- Mon petit mari, Paris, Grasset, 2007.  (ISBN 978-2-246-73141-2)
- La Maison des anges, Paris, Grasset, 2013.  (ISBN 978-2-246-80026-2)
- Un bon fils, Paris, Grasset, 2014.  (ISBN 978-2-246-80028-6)
- Un an et un jour, Paris, Grasset, 2018.  (ISBN 978-2-246-81871-7)

### Livres jeunesse
- Le Palais des claques, Paris, Le Seuil, 1986, coll. "Points-Virgule".  (ISBN 2-02-009184-4)
- Au secours, le Père Noël revient, illustré par Hervé Di Rosa, Paris, Le Seuil, 2003.  (ISBN 2-02-059259-2)
- La Boîte à bisous[53], illustration de Mayana Itoïz, Paris, Glénat, coll. P'tit Glénat / Vitamine, 2015.  (ISBN 978-2-344-01007-5) (BNF 44416560)
- Ça suffit les bisous !, avec Jean-Pierre Kerloc'h, illustration de Mayaha Itoïz, Paris, Glénat, coll. P'tit Glénat / Vitamine, 2016  (ISBN 978-2-344-01799-9)
- Les Éveilleurs de mots, illustration de Bruno Liance, Paris, Glénat, coll. Glénat jeunesse, 2019  (ISBN 978-2-344-02669-4)

### Contribution à des ouvrages collectifs
- La Société en quête de Valeurs : pour sortir de l'alternative entre scepticisme et dogmatisme, Maxima, 1996  (ISBN 2-84001-124-7)
- Sol en si : Histoires d'enfance, Paris, Robert Laffont, 1998  (ISBN 978-2-702-82439-9)
- Les Valeurs de l'homme contemporain, avec Alain Finkielkraut et Jean-Claude Michéa, Éditions du Tricorne/France Culture, 2001  (ISBN 978-28293-0223-7)
- Dominique Simonnet, La plus belle histoire de l'amour, Paris, Seuil, 2003  (ISBN 978-2-02058-332-9)
- Stéphane Osmont, À La Poursuite Du Bonheur, Paris, Albin Michel, 2009  (ISBN 978-22261-9007-9)
- Notre époque a-t-elle besoin de Dieu ? Les États généraux du christianisme, Paris, Presses de la Renaissance, 2010  (ISBN 978-27509-0651-1)
- Autour de Montaigne, Le Festin, 2010  (ISBN 978-23606-2047-0)
- Zohra Bitan (dir.), #JeSuisMila #JeSuisCharlie #NousSommesLaRépublique : 50 personnalités s'expriment sur la laïcité et la liberté d'expression, Seramis, 2020, 144 p. (ISBN 979-1-0964-8623-6, lire en ligne)
- Rester vivants : Qu'est-ce qu'une civilisation après le coronavirus ?, Fayard / Le Figaro, 2020  (ISBN 978-2-2137-1759-3)
- Dominique Monneron, Roger-Pol Droit (dir.), Éthique du grand âge et de la dépendance, Paris, Presses Universitaires de France, 2020  (ISBN 978-2-1308-2667-5)
- Jean-Claude Fasquelle, Paris, Grasset, 2021  (ISBN 978-2-2468-2994-2)
- Trois jours et trois nuits Paris, Fayard / Julliard, 2021  (ISBN 978-2-2600-5523-5)
- Daniel Salvatore Schiffer (dir.), Penser Salman Rushdie, Éditions de l'Aube, 2022  (ISBN 978-2-8159-5377-1)
- Pascal Bruckner, Michel Gad Wolkowicz (dir.), Pour Boualem Sansal, David Reinharc Éditions, 2025  (ISBN 978-2-4935-7558-6)

### Préfaces
- Paul Berman (trad. Richard Robert), Les habits neufs de la terreur, Hachette, 2004, 274 p.  (ISBN 978-2-01-235725-9)
- Pascal Thoreau, Philippe Person, Faites vos voeux ! Brèves de bonheur, Mango, 2004  (ISBN 978-29135-8860-8)
- Antoine Vitkine, La Tentation de la défaite, Paris, La Martinière, 2006  (ISBN 284675201X)
- Patrice Champion, Un français à Belgrade : 1990 1994, Tatamis, 2012  (ISBN 978-2917-61751-9)
- Carlo Strenger, La Peur de l'insignifiance nous rend fous : Une quête de sens et de liberté pour le XXe siècle [« The Fear of Insignificance: Searching for Meaning in the Twenty-first Century »] (trad. de l'anglais), Paris, Belfond, 2013, 327 p.  (ISBN 978-2-7144-5197-2)
- Thierry Baudet (trad. du néerlandais de Belgique par Julien Funnaro), Indispensables Frontières : Pourquoi le supranationalisme et le multiculturalisme détruisent la démocratie, Paris, Éditions du Toucan, 2015, 582 p.  (ISBN 978-2-8100-0624-3)
- Jean-Loup Chiflet, Cher Dieu - Histoire d'une crise de foi, Chiflet & Cie, 2016  (ISBN 978-23516-4241-2)

### Infographie
- Pascal Bruckner, Sylvain Tesson, Frédéric Beigbeder et Boualem Sansal, « L'incroyable pèlerinage de 14 écrivains touchés par la grâce », sur Le Figaro, 19 novembre 2021 (consulté le 19 novembre 2021)